# توماس فروتشن ريان
توماس فروتشن ريان (بالإنجليزية: Thomas Fortune Ryan)‏ هو تاجر أسهم أمريكي، ولد في 17 أكتوبر 1851 في مقاطعة نيلسون في الولايات المتحدة، وتوفي في 23 نوفمبر 1928 في نيويورك في الولايات المتحدة.

## وصلات خارجية
- توماس فروتشن ريان على موقع الموسوعة البريطانية (الإنجليزية)